# Naïlé Meignan
Pour les articles homonymes, voir Meignan.
Naïlé Meignan est une grimpeuse française née le 18 décembre 2003 à Chambéry. Elle est championne d'Europe du bloc en 2024 à Villars-sur-Ollon, en Suisse. En 2025, elle remporte une médaille d'or lors de la coupe du monde de bloc à Curitiba. 